# Coutada
Coutada era una freguesia portuguesa del municipio de Covillana, distrito de Castelo Branco.

## Localización
Coutada se encuentra a 20 km de la cabecera del municipio, en la cima de un cerro, a 430 m de altitud. Aunque la primera mención escrita del lugar se remonta a un documento de 1480, la creación de la freguesia data solamente del 4 de agosto de 1984, por segregación del territorio de la freguesia de Barco, a la que pertenecía desde 1872, habiendo estado adscrita hasta entonces a la freguesia de Peso.

## Historia
Fue suprimida el 28 de enero de 2013, en aplicación de una resolución de la Asamblea de la República portuguesa promulgada el 16 de enero de 2013 al unirse con la freguesia de Barco, formando la nueva freguesia de Barco e Coutada.

## Patrimonio
En el patrimonio histórico-artístico de Coutada destaca la iglesia matriz, consagrada a San Sebastián, patrón de la población, con un altar mayor de estilo barroco tardío, anteriormente instalado en un templo de la freguesia de Casegas.